# No Mercy 2007
No Mercy (2007) was een professioneel worstel-pay-per-view (PPV) evenement dat georganiseerd werd door de WWE voor hun Raw, SmackDown! en ECW brands. Het was de 10e editie van No Mercy en vond plaats op 7 oktober 2007 in het Allstate Arena in Rosemont, Illinois.

## Matches
| Nr. | Match                                                                                   | Winnaar(s)                                | Opmerkingen                                                                | Bron  |
| --- | --------------------------------------------------------------------------------------- | ----------------------------------------- | -------------------------------------------------------------------------- | ----- |
| 1D  | Hardcore Holly vs, Cody Rhodes                                                          | Hardcore Holly                            | Eén-op-één match.                                                          | [ 2 ] |
| 2   | Triple H vs. Randy Orton (c)                                                            | Triple H (nc)                             | Eén-op-één match voor het WWE Championship.                                | [ 2 ] |
| 3   | Mr. Kennedy, Lance Cade en Trevor Murdoch vs. Jeff Hardy, Brian Kendrick en Paul London | Mr. Kennedy, Lance Cade en Trevor Murdoch | Six-Man Tag Team match.                                                    | [ 2 ] |
| 4   | CM Punk (c) vs. Big Daddy V (met Matt Striker)                                          | CM Punk                                   | Eén-op-één match voor het ECW Championship. Punk won door diskwalificatie. | [ 2 ] |
| 5   | Triple H (c) vs. Umaga                                                                  | Triple H                                  | Eén-op-één match voor het WWE Championship.                                | [ 2 ] |
| 6   | Finlay vs. Rey Mysterio                                                                 | N.V.T.                                    | Eén-op-één match. De match eindigde in no contest.                         | [ 2 ] |
| 7   | Beth Phoenix vs. Candice Michelle (c)                                                   | Beth Phoenix (nc)                         | Eén-op-één match voor het WWE Women's Championship.                        | [ 2 ] |
| 8   | Batista (c) vs. The Great Khali (met Ranjin Singh)                                      | Batista                                   | Punjabi Prison match voor het World Heavyweight Championship.              | [ 2 ] |
| 9   | Randy Orton vs. Triple H (c)                                                            | Randy Orton (nc)                          | Last Man Standing match voor het WWE Championship.                         | [ 2 ] |